# 2000 AD
2000 AD is een wekelijks verschijnend Brits Sciencefiction-georiënteerd stripblad. Het stripblad werd in 1977 opgericht door Pat Mills, John Wagner en Kelvin Gosnell van IPC Magazines. Het blad brengt verschillende strips samen, waaronder Mike McMahon's beroemde Judge Dredd en Slaine van Pat Mills. 2000 AD staat vooral bekend om zijn Judge Dredd verhalen, en de bijgedragen van een aantal striptekenaars en schrijvers die internationaal beroemd zijn geworden, zoals Alan Moore, Dave Gibbons, Grant Morrison, Brian Bolland en Mike McMahon. Andere bekende strips zijn  Rogue Trooper, Strontium Dog en de ABC Warriors.
2000 AD is een succesvol lanceerplatform geweest voor Brits talent die op de grotere Amerikaanse comicmarkt strips uitbrengen.